# کهنگر کلان

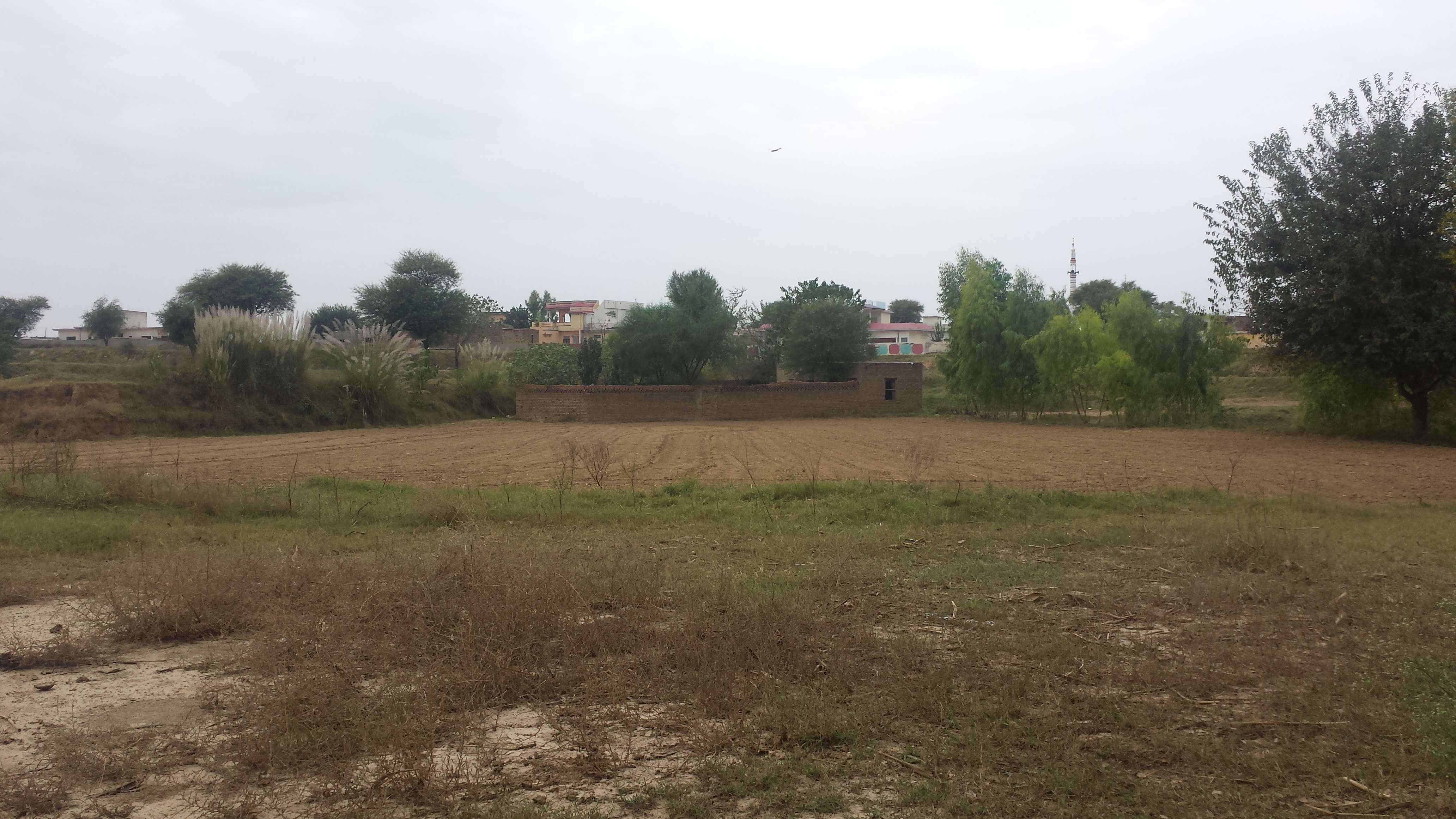
کهنگر کلان

کهنگر کلان (به انگلیسی: Khinger Kalan) یک روستا در پاکستان است که در پنجاب واقع شده‌است.